# Futurum
Het futurum simplex (ook vaak alleen futurum genaamd) is een aparte tijd die in het Latijn en in Romaanse talen de toekomst aanduidt. Deze moet dan ook in het Nederlands vertaald worden met het hulpwerkwoord "zullen" (zie ook: toekomende tijd (Nederlands)). Uiteraard kan men in een vrijere vertaling kiezen voor "gaan", wanneer het nabije toekomst betreft. Wat opvalt aan deze vervoeging is dat de a- en e-stam heel anders gaan dan de i-stam en de medeklinkerstam. Ook moet opgemerkt worden dat deze tijd geen coniunctivus kent.

## Actief
| a-stam = 1ste vervoeging | e-stam = 2de vervoeging | i-stam = 4de, 5de vervoeging | medeklinkerstam = 3de vervoeging |
| ------------------------ | ----------------------- | ---------------------------- | -------------------------------- |
| ama b o                  | vide b o                | audi a m                     | reg a m                          |
| ama b i s                | vide b i s              | audi e s                     | reg e s                          |
| ama b i t                | vide b i t              | audi e t                     | reg e t                          |
| ama b i mus              | vide b i mus            | audi e mus                   | reg e mus                        |
| ama b i tis              | vide b i tis            | audi e tis                   | reg e tis                        |
| ama b u nt               | vide b u nt             | audi e nt                    | reg e nt                         |

Opmerking: bij de medeklinkerstam is de eerste persoon enkelvoud van het indicativus futurum gelijk aan die van de coniunctivus praesens!
Ik zal houden van, ik zal zien, ik zal luisteren, ik zal regeren.
Je kan ook het trucje gebruiken: "1 en 2 hebben b, al de rest a en e." Waarbij de 1 en 2 naar de eerste en tweede vervroeging verwijzen.

## Passief
| a-stam       | e-stam        | i-stam      | medeklinkerstam |
| ------------ | ------------- | ----------- | --------------- |
| ama b or     | vide b or     | audi a r    | reg a r         |
| ama b i ris  | vide b e ris  | audi e ris  | reg e ris       |
| ama b i tur  | vide b i tur  | audi e tur  | reg e tur       |
| ama b i mur  | vide b i mur  | audi e mur  | reg e mur       |
| ama b i mini | vide b i mini | audi e mini | reg e mini      |
| ama b u ntur | vide b u ntur | audi e ntur | reg e ntur      |

Ik zal bemind worden, ik zal gezien worden, ik zal gehoord worden, ik zal geregeerd worden. -i voor een r wordt -e (=amaberis)

## Participia
|            | a-stam     | e-stam   | i-stam      | medeklinkerstam |
| ---------- | ---------- | -------- | ----------- | --------------- |
| mannelijk  | ama t urus | vis urus | audi t urus | rec t urus      |
| vrouwelijk | ama t ura  | vis ura  | audi t ura  | rec t ura       |
| onzijdig   | ama t urum | vis urum | audi t urum | rec t urum      |

beminnen zullende, zullende zien, zullende luisteren, zullende regeren (deze vormen klinken niet, maar ze komen in A.c.I. constructies voor, waarin ze wel klinken).
Men neemt het PPP, en haalt daar -us vanaf, plakt er -urus,-ura,-urum aan vast, en men heeft het participium futuri.

## Infinitivus
Voor een actieve infinitivus futuri gebruikt men een vorm van het participium futuri met het werkwoord esse. Voor het passief een vorm van het participium futuri met het werkwoord iri.

## Onregelmatige werkwoorden
| esse   | posse     |
| ------ | --------- |
| ero    | potero    |
| eris   | poteris   |
| erit   | poterit   |
| erimus | poterimus |
| eritis | poteritis |
| erunt  | poterunt  |

Het participium futuri van esse is futurus, futura, futurum (de perfectumstam van esse is fui, wellicht een ezelsbruggetje).
Velle (willen), nolle (niet willen) en malle (liever willen) gaan als de medeklinkerstam:
- volam, voles, volet...
- nolam, noles, nolet...
- malam, males, malet...

Ire gaat als de a-stam:
- ibo, ibis, ibit, ibimus, ibitis, ibunt